# Willy Quiroga
Wilfrido Aníbal Quiroga, más conocido como Willy Quiroga (Río Cuarto, Córdoba; 17 de mayo de 1940-Quilmes, Buenos Aires; 21 de noviembre de 2024), fue un músico y cantante argentino, residente en Quilmes, donde fue declarado Ciudadano Ilustre. Fue miembro fundador del grupo de rock Vox Dei.

## Biografía

### Comienzos
Quiroga se interesó por el rock and roll a fines de la década del 50 al haber visto a músicos como Bill Haley & His Comets y Elvis Presley.
Vivió su adolescencia en Virreyes, cerca de San Fernando. Sus comienzos en la música fueron a los 18 años cuando formó su primer grupo con un estilo similar a Los Fronterizos, luego en el grupo folklórico Los Chúcaros a principios de los años 60. En 1962 con el auge del rock, formó su primera banda, Los Out; aunque debido al continuo cambio de integrantes, pronto se disolvieron.

### Con Vox Dei
En 1967, conoció a Rubén Basoalto, Ricardo Soulé y Juan Carlos Godoy, formaron el grupo Mach 4, que cantaba en inglés y seguía una estética similar a los Beatles pero que pasaría a ser Vox Dei. En el comienzo, Quiroga era el guitarrista y Soulé el bajista, aunque luego cambiarían de instrumentos entre ellos. También es el único miembro de Vox Dei que ha participado en todos los discos con el nombre del grupo.
Es autor de clásicos como Compulsión y Total qué (del disco Caliente de 1970), Tan solo un hombre de 1971, Esta noche no parece igual y Jeremías pies de plomo (coescrita junto a Soulé, para el disco Jeremías pies de plomo de 1972), Es una Nube, no hay duda y Loco, hacela callar (de Es una nube, no hay duda de 1973),  No dejaré que viva en mí (de Gata de Noche de 1978).
En abril de 1981 realizó junto a Soulé y Basoalto el último recital de Vox Dei en el Estadio Obras Sanitarias.
Tras la separación, formó Destroyer, con Juan Antonio Ferreyra y Polo Corbella. Luego de solo un show, el personal cambió y llegaron Luis Valenti (El Reloj) en teclados, Beto Topini en batería y Palo Penayo en guitarra y voz con los que grabarían un único LP en 1982, editado por el Sello Surco. El grupo formó parte del Festival Pan Caliente junto a Los abuelos de la nada y Patricio Rey y sus Redonditos de Ricota. Luego, en el Festival de la Falda de 1982, aunque no llegaron a mayor éxito.
Luego formaría Willy Quiroga y la Fuerza, donde cambia su habitual rol de bajista por el de teclista y también el Willy Quiroga Trío, donde tocaría con Basoalto.
En 1985, se reunió con Soulé y Basoalto para volver. Desde entonces siguió tocando con Vox Dei hasta 2017, momento en que por una demanda judicial de Soulé tuvo que comenzar a presentarse como Willy Quiroga Vox Dei. 

### Incursión en el cine
En 2010 participó en la película Pájaros volando, de Diego Capusotto, formó parte de la banda sonora junto a Ciro Fogliatta, Héctor Starc y Rodolfo García; a la vez que actuó al igual que los músicos Miguel Cantilo, Claudia Puyó y Miguel Zavaleta.
En 2021 lanzó su proyecto Willy Quiroga Project, formado por Raúl Gutta, Jonathan Burgos y Maximiliano Vaccaro. Se homenajeó su 83° cumpleaños en Alimme.  

### Retiro y fallecimiento
En agosto de 2024, a sus 84 años, anunció su alejamiento de los escenarios debido a un EPOC que venia sufriendo desde hacía años y que le dificultó seguir cantando. Su último show fue con Willy Quiroga Vox Dei el 28 de setiembre en el festival Vivimos Música, realizado en el Parque Roca
El 21 de noviembre de 2024 se anunció, a través de sus redes sociales, el fallecimiento de Willy a causa de un avanzado cáncer de pulmón.

## Premios y reconocimientos
- En 2009 Quiroga ha sido distinguido como "Ciudadano ilustre" de la ciudad de Quilmes.
- En 2020 se convirtió en el primer rockero argentino en llegar a los 80 años.[cita requerida]
- En 2021 la representación del Vaticano en la Argentina le otorgó una mención honorífica a los 50 años de La Biblia.
- Fue declarado "Personalidad Destacada en el ámbito de la Cultura" por la legislatura de la Ciudad Autónoma de Buenos Aires en 2022.[6]
- El 22 de julio de 2023, el Concejo Municipal de Santa Fe lo declaró "Visitante ilustre".

## Discografía
Con Vox Dei
- Caliente - 1970
- La Biblia - 1971
- Jeremías Pies de Plomo - 1972
- Cuero Caliente - 1972
- La Nave Infernal (En vivo) - 1973
- Es una nube, no hay duda - 1973
- Vox Dei para Vox Dei - 1974
- Estamos en la pecera - 1975
- Ciegos de Siglos - 1976
- Gata de Noche - 1978
- La Biblia En Vivo (En vivo) - 1986
- Tengo razones para seguir - 1988
- Sin darle ya más vueltas - 1994
- El Regreso de la Leyenda (En vivo) - 1996
- La Biblia II - 1997
- El Camino - 2005
- Vox Dei en Vivo (En vivo) - 2007
- La Biblia 40 aniversario (En vivo) - 2013

Con Destroyer
- Destroyer - 1982 (Reeditado en 2011)

Con Willy Quiroga Vox Dei
- Gran Rex - 50 años de Rock Nacional (En vivo) - 2017
- Esta Noche No Parece Igual (En vivo) - 2019
- La Cinta Perdida (grabación inédita de 1992; póstumo) - 2025

Como Colaborador
- Sueños Púrpura II (2011), Tocando el bajo en "Speed King"
- Mastifal - Rock Podrido (2013), Voces en las "Las guerras/Jeremías pies de plomo" de Vox Dei